# Cantone di Olmedo (Loja)
Il Cantone di Olmedo è un cantone dell'Ecuador che si trova nella Provincia di Loja.
Il capoluogo del cantone è Olmedo.
| Controllo di autorità | VIAF (EN) 4608153954924105680007 |